# Јелена Ј. Димитријевић
Јелена Ј. Димитријевић (Крушевац, 27. март 1862 — Београд, 10. април 1945) била је српска књижевница, светска путница и добротворка. У историји српске књижевности, сматра се првом књижевницом која је написала и објавила прозно дело (путопис Писма из Ниша о харемима, 1894).

## Биографија
Рођена је 1862. године у Крушевцу, као десето дете своје мајке Стаменке (која ју је родила у својој 46. години, у свом другом браку) и оца Николе Миљковића, трговца. По мајци, потиче од алексиначког великаша Кнез Милојка, нахијског кнеза, окружног судије и једног од вођа српског народа у ратовима за ослобођење. Његови потомци, по њему названи су Кнез-Милојковићи су и Јеленин брат од ујака Доброслав К. Кнез-Милојковић (1865 ̶ 1941), доктор хемијских наука (докторирао 1893. године у Бечу), први српски државни хемичар, писац српске фармакопеје, познати јавни радник и новинар, и његова ћерка Станислава Кнез-Милојковић (1900 ̶ 1987), новинарка и културна радница. Један од изданака ове чувене породице је и сликарка и илустраторка Станислава Кнез-Милојковић која живи у Сежани.
Породица Кнез-Милојковић, била је најбогатија у Алексинцу и том делу Поморавља. Након смрт оца Николе, Јелена заједно са мајком одлази у Алексинац где је време углавном проводила у богатој библиотеци коју је имао Доброслав Кнез-Милојковић. Како је као девојчица задобила тешку повреду ока, њен образовни пут био је успорен и спутан. Међутим, без обзира на повреду и немогућност да се даље формално школује, Јелена је предано читала и сама се образовала. Прву песму је написала 1878. године. Свој песнички дар није запостављала већ га је неговала и чекала моменат да ступи на српску књижевну сцену. Преломни тренутак у њеном животу догодио се 1881. године када се удала за потпоручника српске војске Јована Димитријевића који је у то време кратко службовао у Алексинцу. Након удаје, настанила се у Нишу, граду који ће јој отворити нове видике и у њој пробудити љубав према Истоку, те граду који ће јој се неколико деценија касније достојно и одужити (једну улицу назвавши њеним именом и поставивши њену бисту на Нишкој тврђави).
Већ након прве објављене књиге, збирке под насловом „Јеленине песме“, почињу да се распредају разне приче о томе ко је Јелена, та мистериозна дама која тако смело пише севдалијске песме, залазећи у еротизам који није био својствен женском перу. Неки су веровали да је у питању жена која је побегла из турског харема, неки су је упоређивали са славном античком грчком песникињом Сапфо, Јованом Илићем, с хрватском књижевницом Јагодом Трухелком, док су је неки називали српским Мирзом Шафијем.
Била је чест и цењен гост у домовима угледних Туркиња у Скопљу, Цариграду, Солуну, Нишу, па је тако упознала живот муслиманки. То искуство ће касније користити у својим делима. Све песме и путописи, сва писма, посвећени су једној јединој доминантној теми: жени, њеном положају у друштву и породици, њеним осећањима. Мушкарце у лирским и у прозним радовима спомиње узгред, и само као неку врсту позадине према којој се осликава жена. Таква је њена прва књига „Писма из Ниша о харемима“, и сва остала писма – из Солуна, Индије, Мисира, Америке. У прозним делима она истиче зачуђеност пред очигледном неправдом над женским делом човечанства.
Пропутовала је Европу, Азију, Северну Америку и северну Африку и о томе писала. Описи у делима су јој сликовити, јасни, а уз опис готово увек је присутан ироничан коментар, у ком се осећа протест и мали подсмех на рачун странаца које као цивилизована Европљанка не може да прихвати. Вештином пажљивог посматрача до детаља описује добро чуване тајне муслимана. Истим жаром, и са готово истим интересовањем писала је о Американкама и њиховом начину живота. О томе је једном записала:
Од свих жена с којима сам се у туђини дружила, највише ме интересују Туркиње и Американке
У августу 1934. године јој је опљачкана кућа, лопови су однели не само новац, већ и много предмета од вредности. Јелену је овај догађај дубоко погодио, а нарочито је имала зазор од тога да се о крађи пише у новинама. Умире 22. априла 1945. у Београду. У рукопису остају аутобиографски роман „Мелпомена“, записи о Грчкој, „Под небом вечно плавим“, поезија, неколико приповедака и белешке. Три рукописне збирке из њене заоставштине јесу рана „Старински гласови“, „Сунцу за сунце“ и збирка из тридесетих година, написана у Паризу, на француском „Au soleil couchant“. Сахрањена је, како су новине забележиле, скоро без икога на погребу, пошто је из непознатих разлога, сахрана била два часа раније него што је било објављено. (Р. Поповић ). Након њене смрти престало је и интересовање за њен лик и дело. Ипак, почетком 21. века поново се враћа у жижу интересовања. Поново је заживела кроз роман (романсирану биографију) „Моја драга Јелена“ (Ниш, 2011) нишке књижевнице Иванке Косанић . Године 2005. поводом 60 година од смрти књижевнице, организован је научни скуп „Јелена Димитријевић: живот и дело“. Годину дана касније приређен је и зборник радова са тог научног скупа.
Године 2017. поводом 155 година од рођења књижевнице, покренут је конкурс за зборник књижевних радова под насловом „Гласови Мелпомене“, у сећање на књижевно стваралаштво Јелене Ј. Димитријевић.
Исте године, Радио-телевизија Србије, емитовала је документарну емисију о Јелени Ј. Димитријевић под називом „Право сунца“, а у оквиру серијала „Оне су померале границе“.
По Јелени Димитријевић су назване улице у Нишу и Алексинцу.

## Дела

### Дела објављена за живота
- збирка Јеленине песме (Песме Јелене Јов. Димитријевића), 1894
- путописна проза Писма из Ниша о харемима, Београд 1897
- приповетка Ђул-Марикина прикажња, Београд 1901
- приповетке Фати-Султан, Сафи-Ханум,Мејрем-Ханум, Београд 1907
- роман Нове, Београд 1912
- Американка, Београд и Сарајево 1918
- Писма из Солуна, Београд 1908, Сарајево 1918
- Писма из Индије, 1928
- Писма из Мисира, 1929
- Нови свет или у Америци годину дана, Београд 1934
- , 1936
- Седам мора и три океана. Путем око света, 1940

### Реиздања објављена након смрти
- путопис Писма из Ниша о харемима, Београд - Горњи Милановац, 1986
- путопис Писма из Ниша о харемима и збирка приповедака Ђул-Марикина прикажња, Ниш, 2003
- путопис Писма из Солуна (на српском и грчком језику), (Карпос, Београд, 2008)
- роман Нове (Службени гласник, Београд, 2012)
- путопис Седам мора и три океана. Путем око света, (Лагуна,Београд, 2016=
- поема Une vision / Привиђење, (на француском и српском језику) Београд, 2016
- путопис Писма из Индије (на српском, енглеском и хинди језику) Београд, 2017
- приповетка у стиху Баба Краса (на нишком дијалекту) Београд, 2017
- путопис Нови свет или у Америци годину дана, (Лагуна, Београд, 2019)
- путопис Седам мора и три океана. Путем око света, (Порталибрис,Београд, 2019
- путопис Писма из Мисира,(Удружење за промоцију културне разноликости Алиа Мунди, 2019)